# Panacea amazonica
Panacea amazonica är en fjärilsart som beskrevs av Hans Fruhstorfer 1915. Panacea amazonica ingår i släktet Panacea och familjen praktfjärilar. Inga underarter finns listade i Catalogue of Life.